# Villach-Land
Villach-Land är ett distrikt i förbundslandet Kärnten i Österrike. Det består av området kring staden Villach. Staden själv ingår inte i distriktet.
Distriktet består av följande 19 kommuner:

Kommunerna i distriktet Villach-Land

- Afritz am See
- Arnoldstein
- Arriach
- Bad Bleiberg
- Feistritz an der Gail
- Feld am See
- Ferndorf
- Finkenstein am Faaker See
- Fresach
- Hohenthurn
- Nötsch im Gailtal
- Paternion
- Rosegg
- Sankt Jakob im Rosental
- Stockenboi
- Treffen am Ossiacher See
- Velden am Wörther See
- Weissenstein
- Wernberg